# Ядвіґув (Білобжезький повіт)
Ядвіґув (пол. Jadwigów) — село в Польщі, у гміні Промна Білобжезького повіту Мазовецького воєводства.
Населення — 82 особи (2011).
У 1975-1998 роках село належало до Радомського воєводства.

## Демографія
Демографічна структура станом на 31 березня 2011 року:
|          | Загалом | Допрацездатний вік | Працездатний вік | Постпрацездатний вік |
| -------- | ------- | ------------------ | ---------------- | -------------------- |
| Чоловіки | 50      | 8                  | 36               | 6                    |
| Жінки    | 32      | 4                  | 19               | 9                    |
| Разом    | 82      | 12                 | 55               | 15                   |